# Gary Neiwand
Gary Malcolm Neiwand (ur. 4 września 1966 w Melbourne) – australijski kolarz torowy, czterokrotny medalista olimpijski oraz pięciokrotny medalista mistrzostw świata.

## Kariera
Pierwszy sukces w karierze Gary Neiwand osiągnął w 1986 roku, kiedy na igrzyskach Wspólnoty Narodów w Edynburgu zdobył złoty medal w sprincie indywidualnym. W 1988 roku wziął udział w igrzyskach olimpijskich w Seulu, gdzie w tej samej konkurencji był trzeci - wyprzedzili go tylko Lutz Heßlich z NRD i Nikołaj Kowsz z ZSRR. Kolejne medale w sprincie zdobywał na igrzyskach Wspólnoty Narodów w Auckland w 1990 roku (złoto), mistrzostwach świata w Stuttgarcie w 1991 roku (brąz za Niemcami Jensem Fiedlerem i Billem Huckiem) oraz igrzyskach olimpijskich w Barcelonie w 1992 roku (srebro za Fiedlerem). Najbardziej udaną imprezą w jego karierze były jednak mistrzostwa świata w Hamar w 1993 roku, gdzie zwyciężył w sprincie i keirinie. Na igrzyskach Wspólnoty Narodów w Victorii w 1994 roku zdobył trzecie z rzędu złoto w sprincie na zawodach tego cyklu. Na rozgrywanych dwa lata później mistrzostwach świata w Manchesterze Neiwand wspólnie z Darrynem Hillem i Shane’em Kellym zdobył złoto w sprincie drużynowym, a w keirinie był drugi, ulegając tylko Marty'emu Nothsteinowi z USA. W 1996 roku brał również udział w igrzyskach olimpijskich w Atlancie, gdzie w swojej koronnej konkurencji był czwarty, przegrywając walkę o brąz z Kanadyjczykiem Curtem Harnettem. Ponadto na igrzyskach olimpijskich w Sydney w 2000 roku Gary był drugi w keirinie za Francuzem Florianem Rousseau, a razem z Seanem Eadie i Darrynem Hillem wywalczył brąz w sprincie drużynowym.